# 台中市
台中市（たいちゅう/タイジョン/タイツォン-し、繁体字中国語: 臺中市/台中市、英語: Taichung City）は、台湾中部に位置する、中華民国の直轄市。市域の人口では新北市に次ぐ2番目である。

## 概要
2010年12月25日、台中県と台中市が合併して新たに直轄市としての台中市となった。台湾屈指の工業都市として急速に発展を遂げ、2017年に人口が台湾第2位になった。2025年3月時点での戸籍人口は2,865,947人。また、台湾內政部統計處が2024年9月20日に発表した「行政区電信信令人口統計資料」（スマホ電波）により、実際住んでいる人口は300万を超えている。台湾第二の都市圏である台中都市圏の中枢都市である。

### 地名の由来
旧名は「大墩」で、日本統治時代に「台中」という名称が作り出された。当時、静かで美しい街並みから、台中は「台湾の京都」と言われていた。台中市は台湾3大産業地区の一つ、「中部科学園区」を擁している。

## 地理
台中市は台湾中西部に広がる台中盆地に位置し、周囲を山地に囲まれているため、台風による直接的な被害を受けにくい。

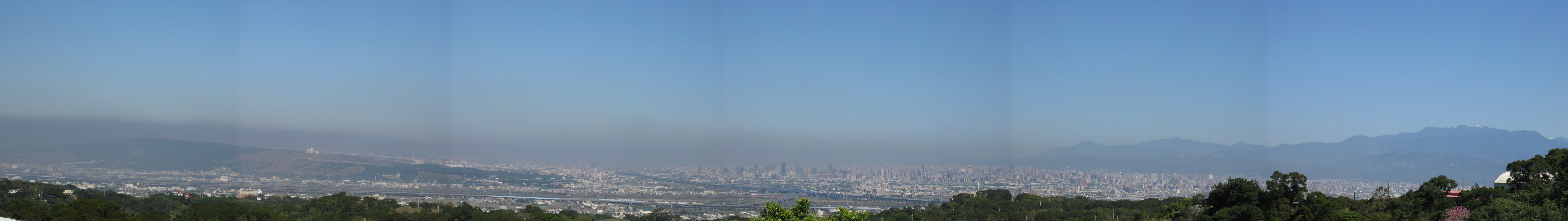
八卦台地から望む台中盆地

### 気候
ケッペンの気候区分では温帯夏雨気候 (Cwa)（熱帯モンスーン気候またはサバナ気候 - 温暖湿潤気候移行部型）に属する。
| 台中市の気候             | 台中市の気候 | 台中市の気候 | 台中市の気候 | 台中市の気候  | 台中市の気候 | 台中市の気候   | 台中市の気候  | 台中市の気候   | 台中市の気候 | 台中市の気候 | 台中市の気候 | 台中市の気候 | 台中市の気候     |
| 月                       | 1月          | 2月          | 3月          | 4月           | 5月          | 6月            | 7月           | 8月            | 9月          | 10月         | 11月         | 12月         | 年               |
| ------------------------ | ------------ | ------------ | ------------ | ------------- | ------------ | -------------- | ------------- | -------------- | ------------ | ------------ | ------------ | ------------ | ---------------- |
| 最高気温記録 °C （°F）   | 31.3 (88.3)  | 32.9 (91.2)  | 34.7 (94.5)  | 34.7 (94.5)   | 35.8 (96.4)  | 36.8 (98.2)    | 39.9 (103.8)  | 39.3 (102.7)   | 39.0 (102.2) | 38.3 (100.9) | 34.0 (93.2)  | 31.7 (89.1)  | 39.9 (103.8)     |
| 平均最高気温 °C （°F）   | 21.9 (71.4)  | 21.8 (71.2)  | 24.2 (75.6)  | 27.4 (81.3)   | 30.2 (86.4)  | 31.7 (89.1)    | 32.8 (91)     | 32.4 (90.3)    | 31.9 (89.4)  | 30.0 (86)    | 27.0 (80.6)  | 23.5 (74.3)  | 27.9 (82.2)      |
| 日平均気温 °C （°F）     | 15.9 (60.6)  | 16.2 (61.2)  | 18.8 (65.8)  | 22.4 (72.3)   | 25.5 (77.9)  | 27.1 (80.8)    | 28.1 (82.6)   | 27.7 (81.9)    | 26.9 (80.4)  | 24.2 (75.6)  | 21.0 (69.8)  | 17.5 (63.5)  | 22.6 (72.7)      |
| 平均最低気温 °C （°F）   | 11.8 (53.2)  | 12.4 (54.3)  | 15.0 (59)    | 18.6 (65.5)   | 21.9 (71.4)  | 23.6 (74.5)    | 24.4 (75.9)   | 24.3 (75.7)    | 23.2 (73.8)  | 20.3 (68.5)  | 16.9 (62.4)  | 13.4 (56.1)  | 18.8 (65.8)      |
| 最低気温記録 °C （°F）   | −0.7 (30.7)  | −1.0 (30.2)  | 2.1 (35.8)   | 8.6 (47.5)    | 10.8 (51.4)  | 15.5 (59.9)    | 20.5 (68.9)   | 20.0 (68)      | 14.4 (57.9)  | 10.5 (50.9)  | 1.4 (34.5)   | 1.8 (35.2)   | −1.0 (30.2)      |
| 雨量 mm （inch）         | 36.3 (1.429) | 87.8 (3.457) | 94.0 (3.701) | 134.5 (5.295) | 225.3 (8.87) | 342.5 (13.484) | 245.8 (9.677) | 317.1 (12.484) | 98.1 (3.862) | 16.2 (0.638) | 18.6 (0.732) | 25.7 (1.012) | 1,641.9 (64.642) |
| 平均降雨日数 （≥0.1 mm） | 7.4          | 9.9          | 11.5         | 11.1          | 12.7         | 14.9           | 12.7          | 15.1           | 8.2          | 3.5          | 3.8          | 4.9          | 115.7            |
| % 湿度                   | 76.1         | 77.6         | 77.9         | 78.2          | 79.5         | 79.5           | 76.8          | 79.3           | 76.8         | 74.8         | 74.1         | 74.0         | 77.1             |
| 平均月間日照時間         | 172.7        | 134.9        | 155.8        | 153.1         | 155.4        | 169.7          | 210.6         | 191.8          | 192.8        | 201.1        | 171.4        | 175.5        | 2,084.8          |
| 出典：中央気象局         |              |              |              |               |              |                |               |                |              |              |              |              |                  |

### 地域

#### 行政区画
| 台中市地図（赤字は旧台中市の区） | 台中市地図（赤字は旧台中市の区） | 台中市地図（赤字は旧台中市の区） | 台中市地図（赤字は旧台中市の区） |
| --- | -------------------------------- | -------------------------------- | -------------------------------- |
| 新社区 潭子区 石岡区 神岡区 后里区 和平区 豊原区 東勢区 大雅区 梧棲区 外埔区 沙鹿区 清水区 龍井区 大甲区 大肚区 大安区 西屯区 烏日区 霧峰区 西区 太平区 南区 北区 南屯区 東区 大里区 中区 北屯区 宜蘭県 苗栗県 南投県 花蓮県 新竹県 彰化県 |                                  |                                  |                                  |

- 人口30万人以上：北屯区
- 人口20万人～30万人：西屯区、大里区、太平区
- 人口10万人～20万人：豊原区、南屯区、北区、南区、西区、潭子区、沙鹿区
- 人口5万人～10万人：大雅区、清水区、龍井区、東区、大甲区、烏日区、神岡区、霧峰区、梧棲区、大肚区、后里区、東勢区
- 人口5万人以下：外埔区、新社区、大安区、中区、石岡区、和平区

| 区名   | 面積 （km²） | 下轄 里数 | 下轄 鄰数 | 人口      | 人口密度 （人/km²） | 郵便番号 | 地理区画 |
| ------ | ------------ | --------- | --------- | --------- | ------------------- | -------- | -------- |
| 中区   | 0.8803       | 8         | 194       | 17,943    | 20382.82            | 400      | 市区     |
| 東区   | 9.2855       | 17        | 404       | 77,754    | 8373.70             | 401      | 市区     |
| 南区   | 6.8101       | 22        | 608       | 127,782   | 18763.60            | 402      | 市区     |
| 西区   | 5.7042       | 25        | 608       | 113,811   | 19952.14            | 403      | 市区     |
| 北区   | 6.9376       | 36        | 842       | 143,541   | 20690.30            | 404      | 市区     |
| 北屯区 | 62.7034      | 42        | 934       | 314,310   | 5012.65             | 406      | 市区     |
| 西屯区 | 39.8467      | 39        | 1,006     | 237,820   | 5968.37             | 407      | 市区     |
| 南屯区 | 31.2578      | 25        | 597       | 185,969   | 5949.52             | 408      | 市区     |
| 太平区 | 120.7473     | 39        | 714       | 200,393   | 1659.61             | 411      | 屯区     |
| 大里区 | 28.8759      | 27        | 767       | 211,761   | 7333.49             | 412      | 屯区     |
| 霧峰区 | 98.0779      | 20        | 354       | 63,121    | 643.58              | 413      | 屯区     |
| 烏日区 | 43.4032      | 16        | 281       | 81,874    | 1886.36             | 414      | 屯区     |
| 豊原区 | 41.1845      | 36        | 737       | 162,575   | 3947.48             | 420      | 山線     |
| 后里区 | 58.9439      | 18        | 263       | 53,077    | 900.47              | 421      | 山線     |
| 石岡区 | 18.2105      | 10        | 109       | 13,775    | 756.43              | 422      | 山線     |
| 東勢区 | 117.4065     | 25        | 343       | 46,908    | 399.53              | 423      | 山線     |
| 新社区 | 68.8874      | 13        | 174       | 22,783    | 330.73              | 426      | 山線     |
| 潭子区 | 25.8497      | 16        | 321       | 109,319   | 4229.02             | 427      | 山線     |
| 大雅区 | 32.4109      | 15        | 358       | 95,189    | 2933.30             | 428      | 山線     |
| 神岡区 | 35.0445      | 16        | 280       | 63,785    | 1820.11             | 429      | 山線     |
| 大肚区 | 37.0024      | 17        | 298       | 55,579    | 1502.04             | 432      | 海線     |
| 沙鹿区 | 40.4604      | 21        | 412       | 100,780   | 2490.83             | 433      | 海線     |
| 龍井区 | 38.0377      | 16        | 290       | 79,050    | 2078.20             | 434      | 海線     |
| 梧棲区 | 16.6049      | 14        | 342       | 63,645    | 3832.90             | 435      | 海線     |
| 清水区 | 64.1709      | 32        | 496       | 90,635    | 1412.40             | 436      | 海線     |
| 大甲区 | 58.5192      | 29        | 376       | 73,826    | 1261.57             | 437      | 海線     |
| 外埔区 | 42.4098      | 11        | 187       | 30,861    | 727.69              | 438      | 海線     |
| 大安区 | 27.4045      | 12        | 110       | 17,656    | 644.27              | 439      | 海線     |
| 和平区 | 1037.8192    | 8         | 117       | 10,543    | 10.16               | 424      | 原住民区 |
| 台中市 | 2214.8968    | 625       | 12,522    | 2,865,947 | 1293.94             |          |          |

## 歴史

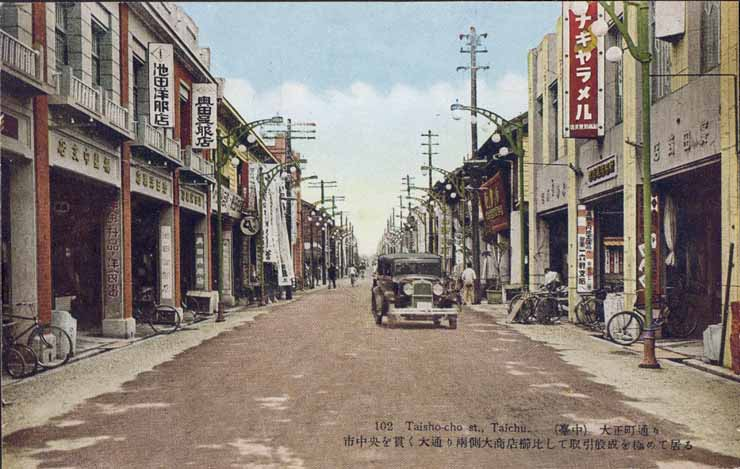
日本統治時代の新盛橋通

台中市の起源は1705年、嘉義に駐留していた台湾北路営参将張国により犁頭店（今日の南屯）一帯が水資源に恵まれた肥沃な土地であることから開墾が開始されたことに遡る。1887年、台中市は鹿港を凌いで台湾の行政中心地となり、1890年には劉銘伝により当時の東大墩街を中心に官公庁を中心に都市計画が立案され、近代都市としての発展のスタートとなった。
日本統治時代には清代のインフラ遺産を継承し、鉄道や海運の整備により周辺地域との交流を発展させると共に、市内でも碁盤の目状の道路整備を推進し政治のみならず、台湾中部の経済文化の中心地としての近代都市の地位を獲得した。
1935年4月21日に発生した新竹・台中地震では、大きな被害を受け（台中州として）1600人以上の死者を出している。
1950年には台中県と彰化市が台中・彰化・南投の3県に分割され、2010年に台中県と台中市を合併し、現在の台中市となった。

### 沿革
- 2010年12月25日、台中県が台中市に合併され直轄市に昇格した。
- 2018年11月3日から2019年4月24日まで、2018台中フローラ 世界博覧会は台中市（后里区、外埔区、豊原区）において開催される。

### 地域の変遷
- 1887年（光緒13年）- 台湾府及び台湾・彰化・埔里社・苗栗・雲林の5県が設置された。
- 1895年（明治28年）- 日本統治時代により、台湾民政支部（翌年台中県に改称）を設置。
- 1901年（明治34年）- 廃県置庁により、台中県が台中庁になる。
- 1920年（大正9年）- 市制施行により、台中州台中市となり、台湾で最初に市制施行した3市（台北・台中・台南）の中の一つとなった。
- 1945年 - 第二次世界大戦終戦により、台湾省へ移管。台中州が台中県・台中市・彰化市に分割される。
- 1947年 - 北屯庄、西屯庄、南屯庄が台中市に編入。
- 1950年 - 台中県と彰化市が台中、彰化、南投の3県に分割された。
- 2010年 - 台中県と台中市を合併して、新たに中華民国の直轄市となった。

## 政治

### 行政

#### 歴代市長
| 代   | 氏名   | 就任日         | 退任日         | 政党       |
| ---- | ------ | -------------- | -------------- | ---------- |
| 初代 | 胡志強 | 2010年12月25日 | 2014年12月25日 | 中国国民党 |
| 二代 | 林佳龍 | 2014年12月25日 | 2018年12月25日 | 民主進歩党 |
| 三代 | 盧秀燕 | 2018年12月25日 | 現職           | 中国国民党 |

## 対外関係

### 姉妹都市・提携都市

#### アジア
姉妹都市
| 都市名             | 国名・地域名            | 提携年月日      |
| ------------------ | ----------------------- | --------------- |
| 忠州市             | 韓国 忠清北道           | 1969年 11月27日 |
| マカティ           | フィリピン マニラ首都圏 | 2004年 7月7日   |
| ペタフ・ティクヴァ | イスラエル 中央地区     | 2018年 2月14日  |
| オブス県           | モンゴル                | 2018年 11月4日  |

友好都市
| 都市名 | 国名・地域名      | 提携年月日      |
| ------ | ----------------- | --------------- |
| 群馬県 | 日本              | 2016年 6月18日  |
| 大分県 | 日本              | 2016年 9月8日   |
| 平川市 | 日本 青森県       | 2016年 12月14日 |
| 青森県 | 日本              | 2016年 12月14日 |
| 愛媛県 | 日本              | 2017年 6月1日   |
| 尾道市 | 日本 広島県       | 2017年 9月29日  |
| 光陽市 | 大韓民国 全羅南道 | 2017年 11月14日 |
| 昌原市 | 韓国 慶尚南道     | 2018年 4月11日  |
| 山形県 | 日本              | 2018年 5月29日  |
| 鳥取県 | 日本              | 2018年 11月2日  |

パートナー都市
| 都市名   | 国名・地域名 | 提携年月日      |
| -------- | ------------ | --------------- |
| 名古屋市 | 日本 愛知県  | 2019年 10月25日 |

その他
- 三朝町（ 日本 中国地方 鳥取県 東伯郡）
2007年（平成19年）- 石岡区と友好都市提携。

#### オセアニア
姉妹都市
| 都市名         | 国名・地域名                      | 提携年月日      |
| -------------- | --------------------------------- | --------------- |
| オークランド   | ニュージーランド オークランド地方 | 1996年 12月17日 |
| クェゼリン環礁 | マーシャル諸島                    | 2002年 5月16日  |

#### 北アメリカ
姉妹都市
| 都市名           | 国名・地域名                        | 提携年月日      |
| ---------------- | ----------------------------------- | --------------- |
| ニューヘイブン   | アメリカ合衆国 コネチカット州       | 1965年 3月29日  |
| ツーソン         | アメリカ合衆国 アリゾナ州           | 1979年 8月31日  |
| バトンルージュ   | アメリカ合衆国 ルイジアナ州         | 1980年 4月18日  |
| シャイアン       | アメリカ合衆国 ワイオミング州       | 1981年 10月8日  |
| ウィニペグ       | カナダ マニトバ州                   | 1982年 4月2日   |
| コントラコスタ郡 | アメリカ合衆国 カリフォルニア州     | 1983年 3月31日  |
| サンディエゴ     | アメリカ合衆国 カリフォルニア州     | 1983年 11月19日 |
| リノ             | アメリカ合衆国 ネバダ州             | 1985年 10月8日  |
| サムター郡       | アメリカ合衆国 サウスカロライナ州   | 1986年 6月5日   |
| オースティン     | アメリカ合衆国 テキサス州           | 1986年 9月22日  |
| マンチェスター   | アメリカ合衆国 ニューハンプシャー州 | 1989年 5月8日   |
| メヒカリ         | メキシコ バハ・カリフォルニア州     | 1989年 9月21日  |
| モンゴメリー郡   | アメリカ合衆国オハイオ州            | 1990年 10月15日 |
| ナッソー郡       | アメリカ合衆国 ニューヨーク州       | 1997年 9月4日   |
| タコマ           | アメリカ合衆国 ワシントン州         | 2000年 7月19日  |
| コロンバス       | アメリカ合衆国 ジョージア州         | 2007年 9月11日  |
| コロンビア       | アメリカ合衆国 サウスカロライナ州   | 2014年 3月12日  |

友好都市
| 都市名     | 国名・地域名                      | 提携年月日      |
| ---------- | --------------------------------- | --------------- |
| バーナビー | カナダ ブリティッシュコロンビア州 | 2009年 5月22日  |
| クパチーノ | アメリカ合衆国 カリフォルニア州   | 2016年 10月31日 |

#### 南アメリカ
姉妹都市
| 都市名           | 国名・地域名            | 提携年月日      |
| ---------------- | ----------------------- | --------------- |
| サンタクルス     | ボリビア サンタクルス県 | 1978年 11月21日 |
| サンペドロスーラ | ホンジュラス コルテス県 | 2003年 10月28日 |

#### ヨーロッパ
姉妹都市
| 都市名 | 国名・地域名                                 | 提携年月日      |
| ------ | -------------------------------------------- | --------------- |
| カーン | フランス ノルマンディー地域圏 カルヴァドス県 | 2012年 10月24日 |

#### アフリカ
姉妹都市
| 都市名                 | 国名・地域名                            | 提携年月日     |
| ---------------------- | --------------------------------------- | -------------- |
| ピーターマリッツバーグ | 南アフリカ共和国 クワズール・ナタール州 | 1983年 12月9日 |

## 経済

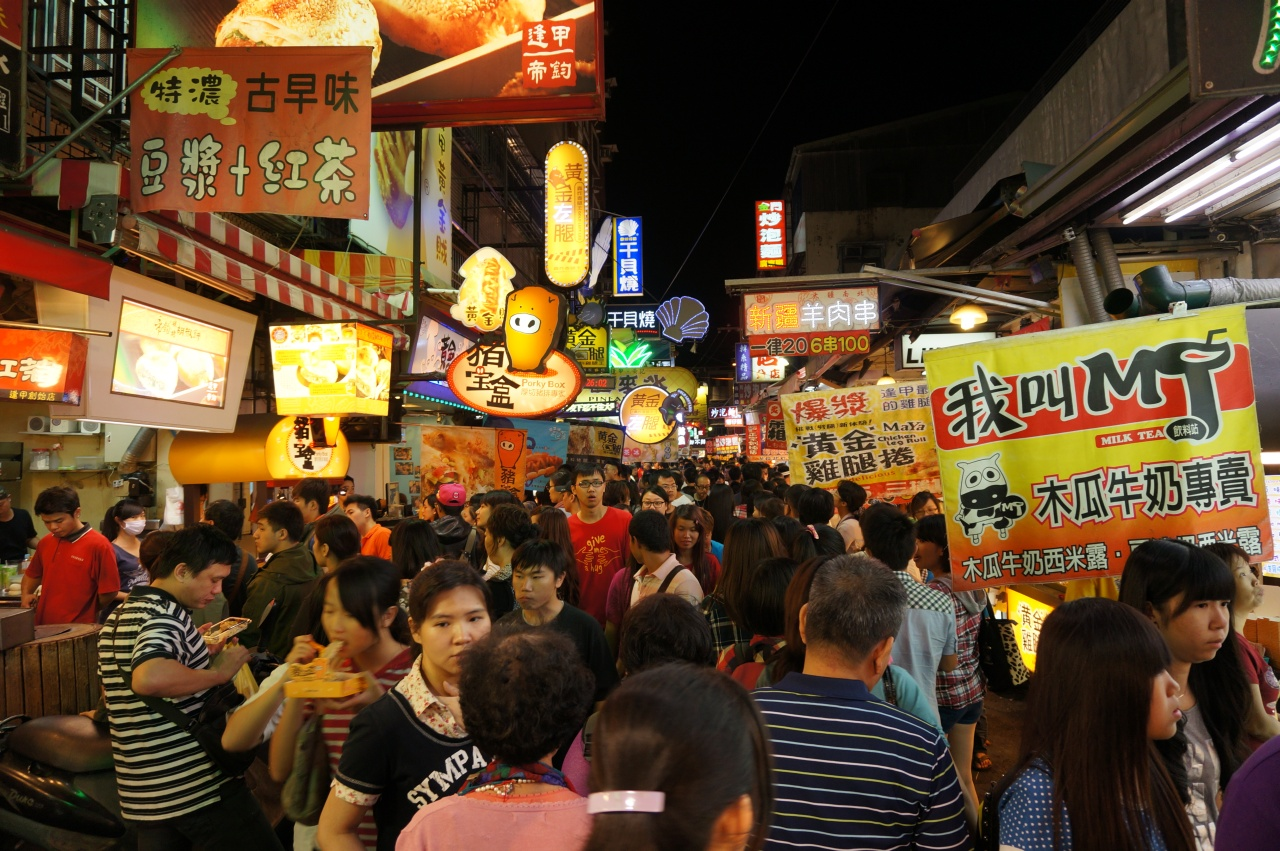
逢甲夜市

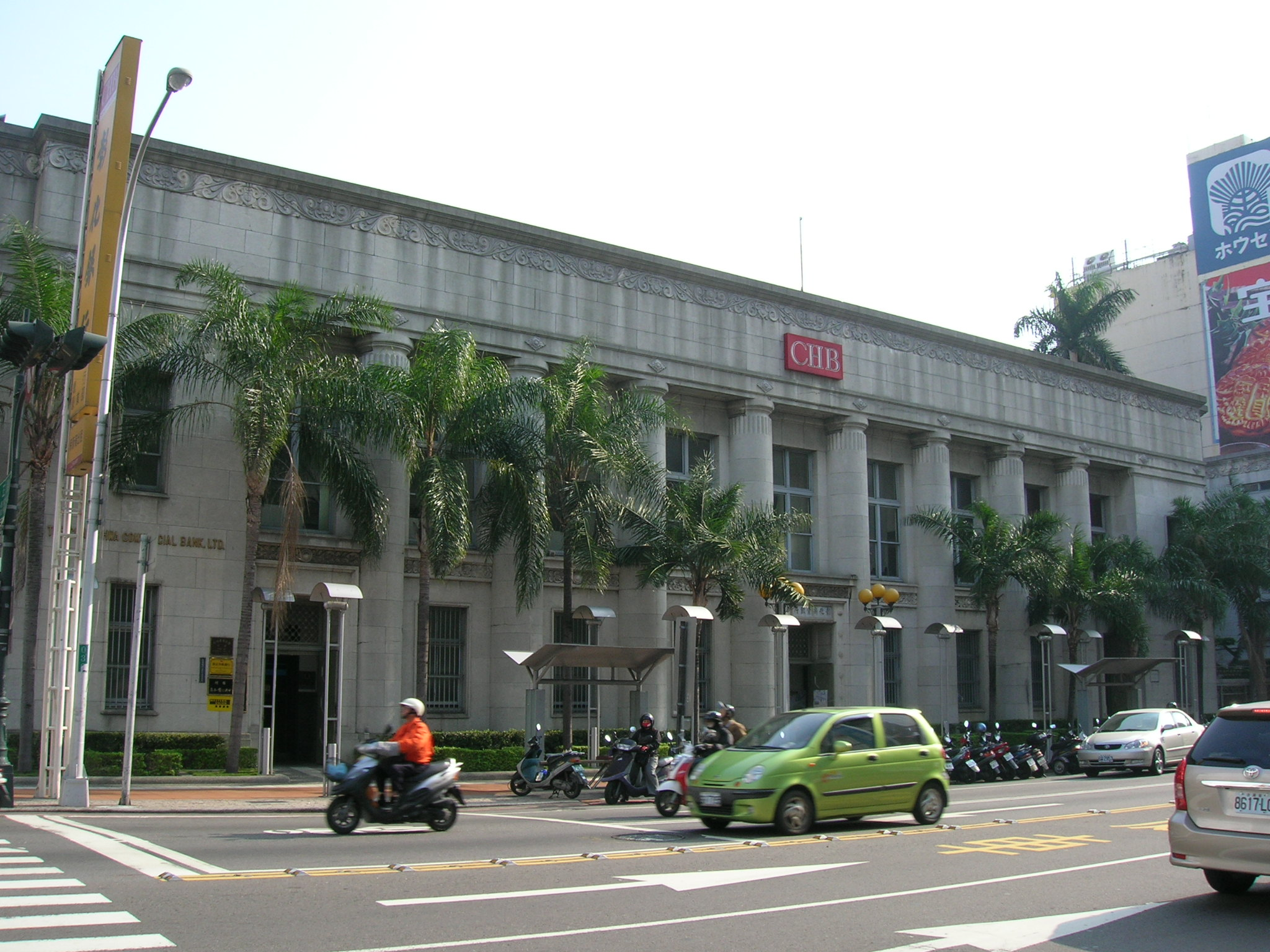
彰化銀行総行（本店）営業部

### オフィス街
台湾大道二段と五権路交差点から台湾大道三段、七期再開発区（新市政中心）にかけての地域は台中最大のオフィス街として企業の本社、支社や台中市庁舎が立地し、台湾中部の経済・行政の中心地となっている。
他に文心路沿線、中清路の一部、国立美術館、草悟道付近などもオフィス街となっている。

### 商業地
百貨店や専門店、商業ビル、商店街、夜市が多数立地している商業地は台湾大道二段から台湾大道三段沿線、文心路沿線、台中一中地域、逢甲夜市地域、公益路沿線、台鉄台中駅付近、天津路服装商店街、北平路二段から北平路三段沿線などが挙げられる

### 高級住宅街
現在、七期再開発区（新市政中心）は台湾中部最大の高級住宅街となっている、2000年から区内に高層マンションなど次々建てられ、現在の住宅と土地価格は台湾の中で台北と新竹以外の地区では一番高くなっている。
他に八期、十二期再開発区などの地域が台中の高級住宅街となっている

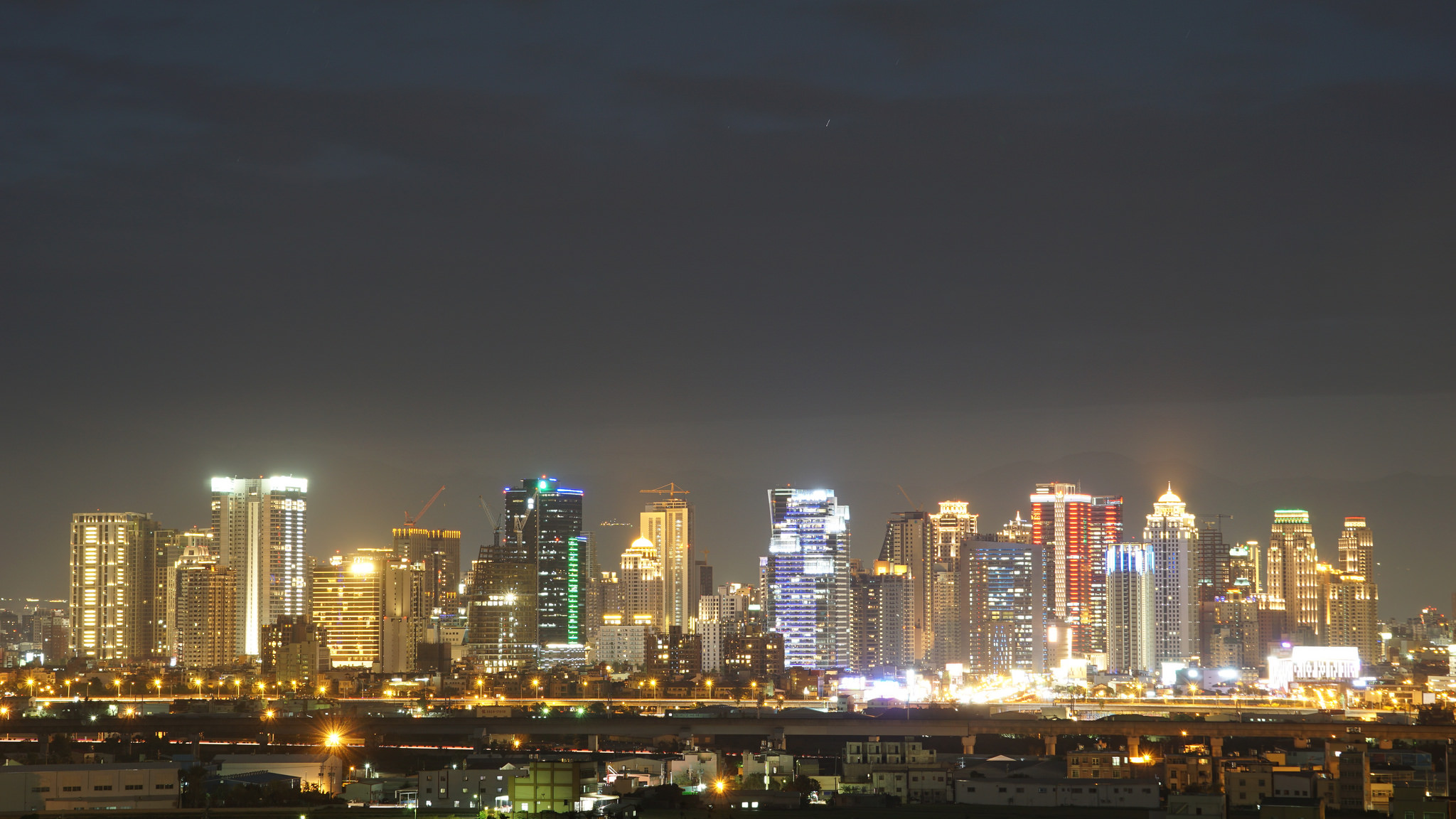
台中七期再開発区1
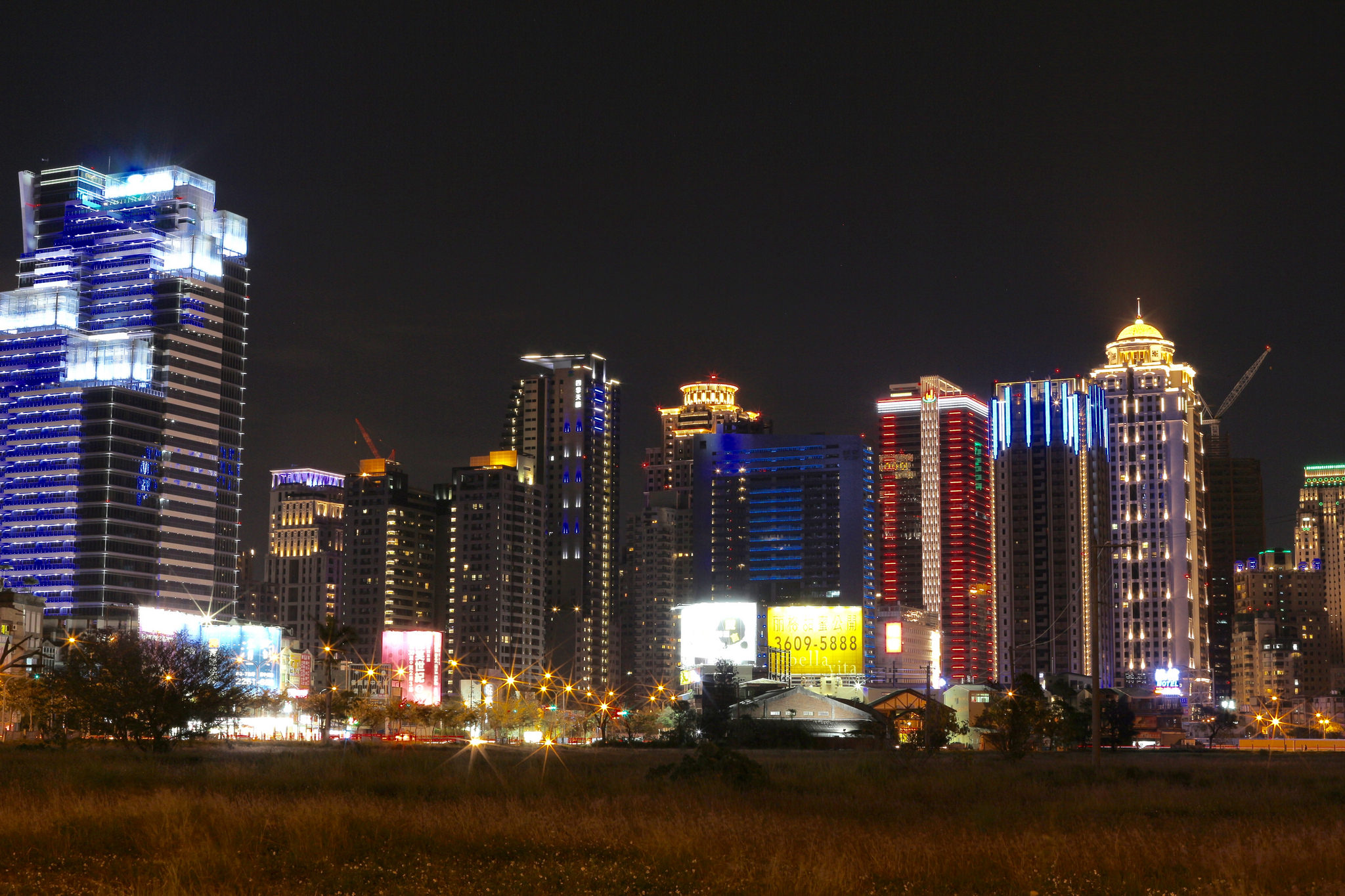
台中七期再開発区2
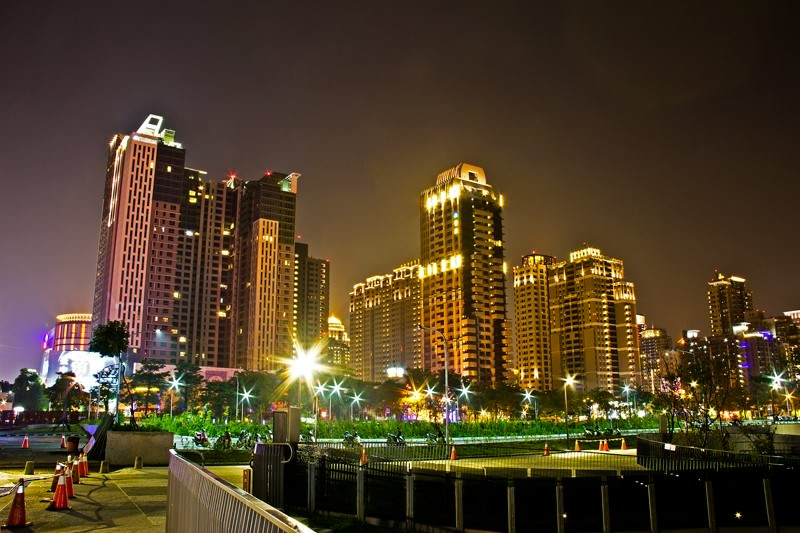
台中七期再開発区3
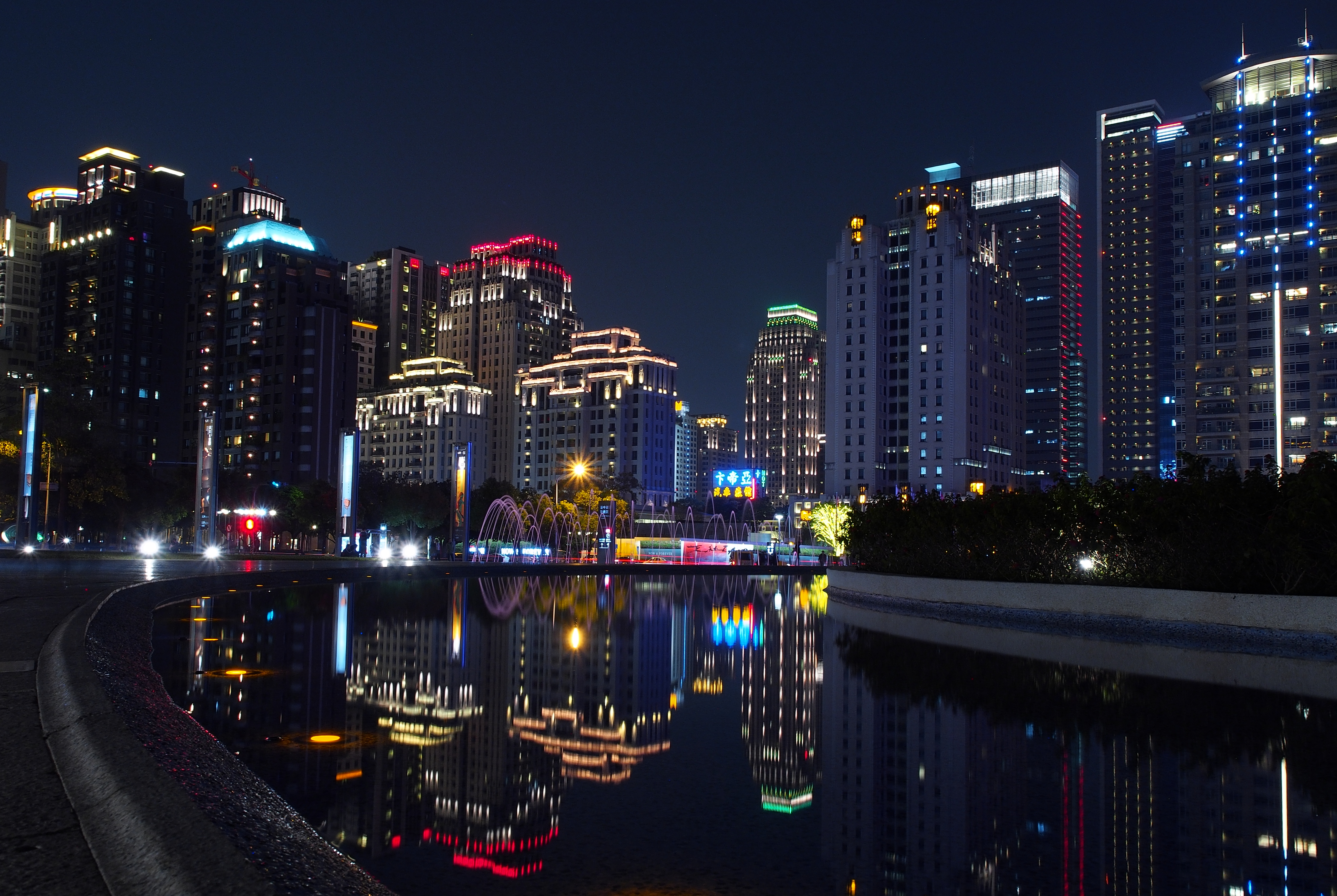
台中七期再開発区4

### 金融機関
台中市に本社のある銀行
- 彰化銀行 (旧総行)
- 台中銀行
- 三信商業銀行

## 教育

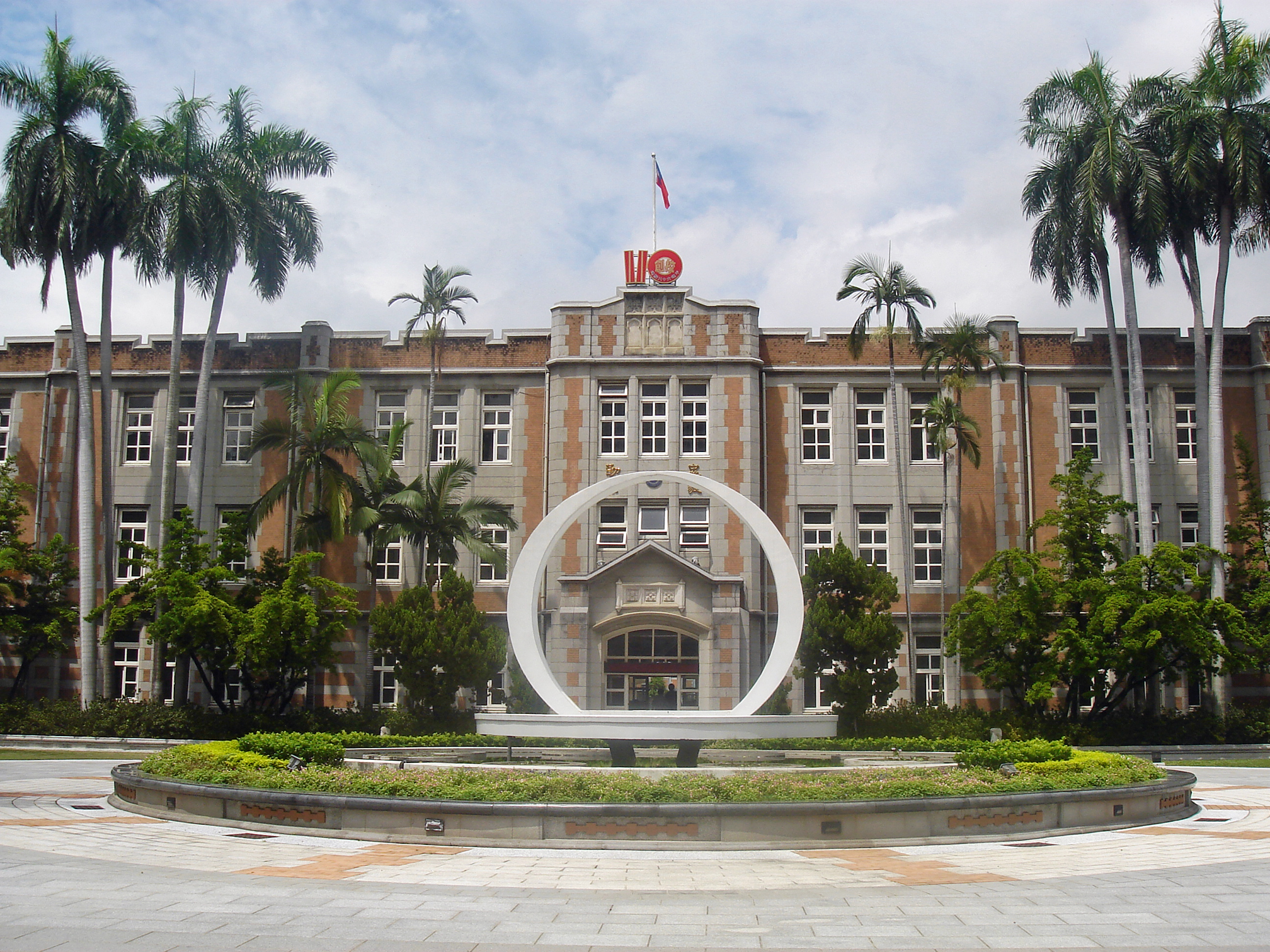
国立台中教育大学

### 大学
国立
- 国立中興大学
- 国立台中教育大学
- 国立台湾体育運動大学

私立
- 東海大学
- 逢甲大学
- 静宜大学
- 亜洲大学
- 中山医学大学
- 中国医薬大学

国立科技大学
- 国立台中科技大学
- 国立勤益科技大学

私立科技大学
- 中台科技大学
- 朝陽科技大学
- 嶺東科技大学
- 弘光科技大学
- 僑光科技大学
- 修平科技大学

### 高級中学
高級中学以下の教育機関は下部行政区域の項目を参照

## 交通

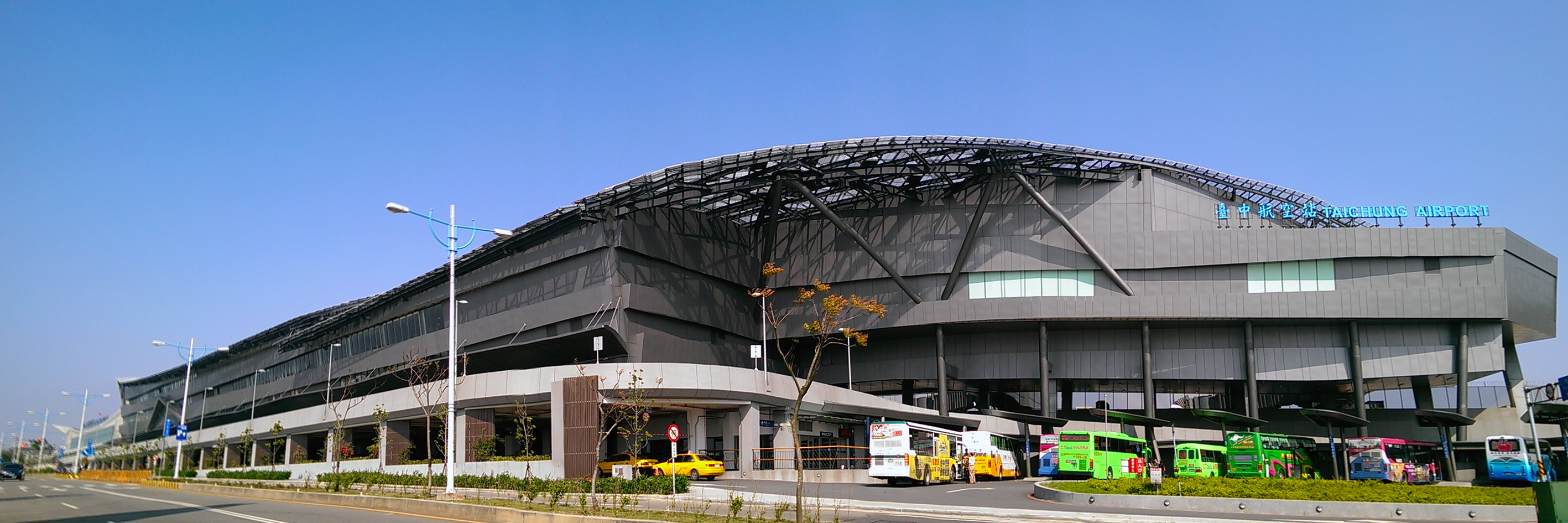
台中国際空港

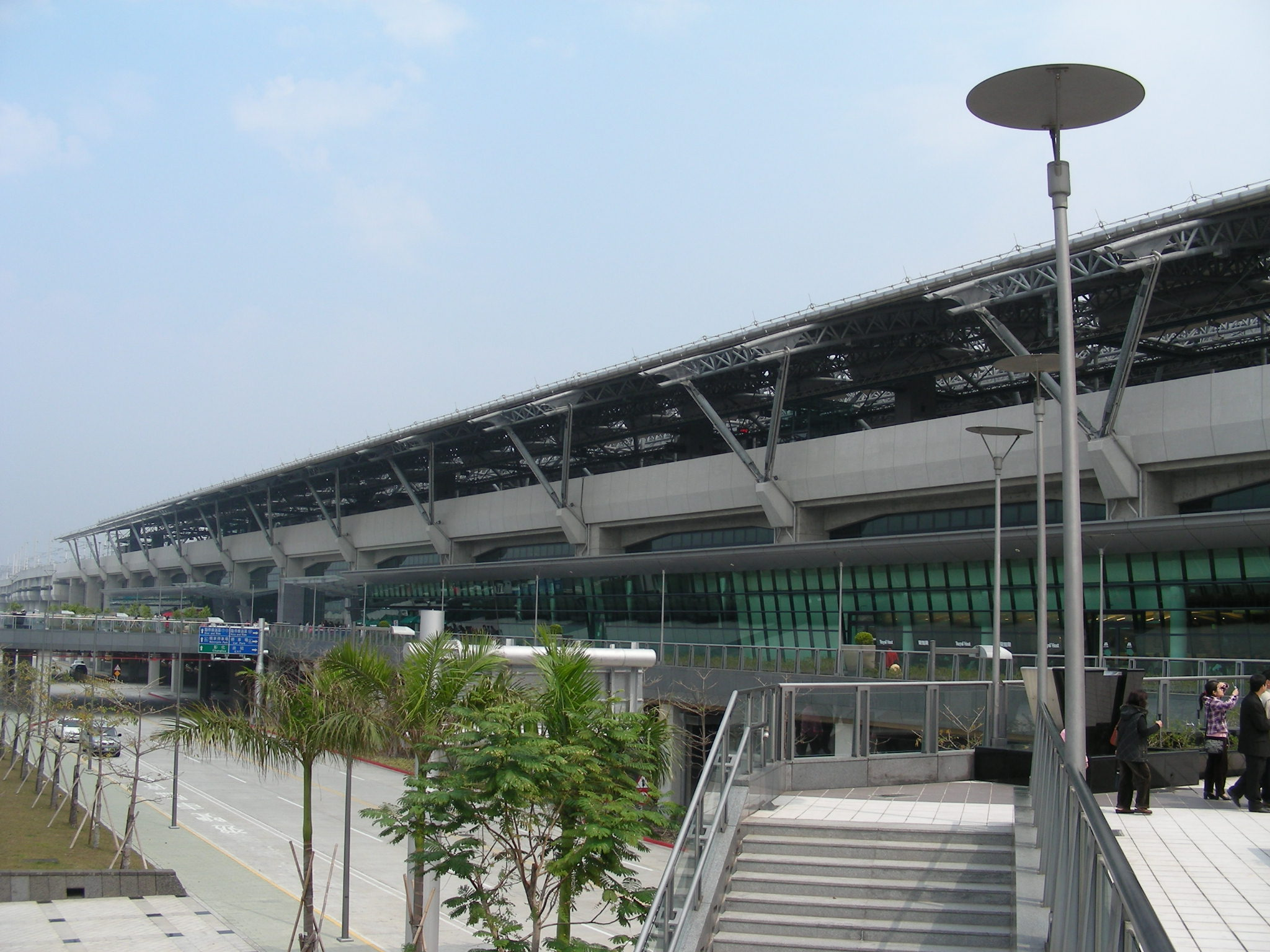
台灣高鐵 台中駅

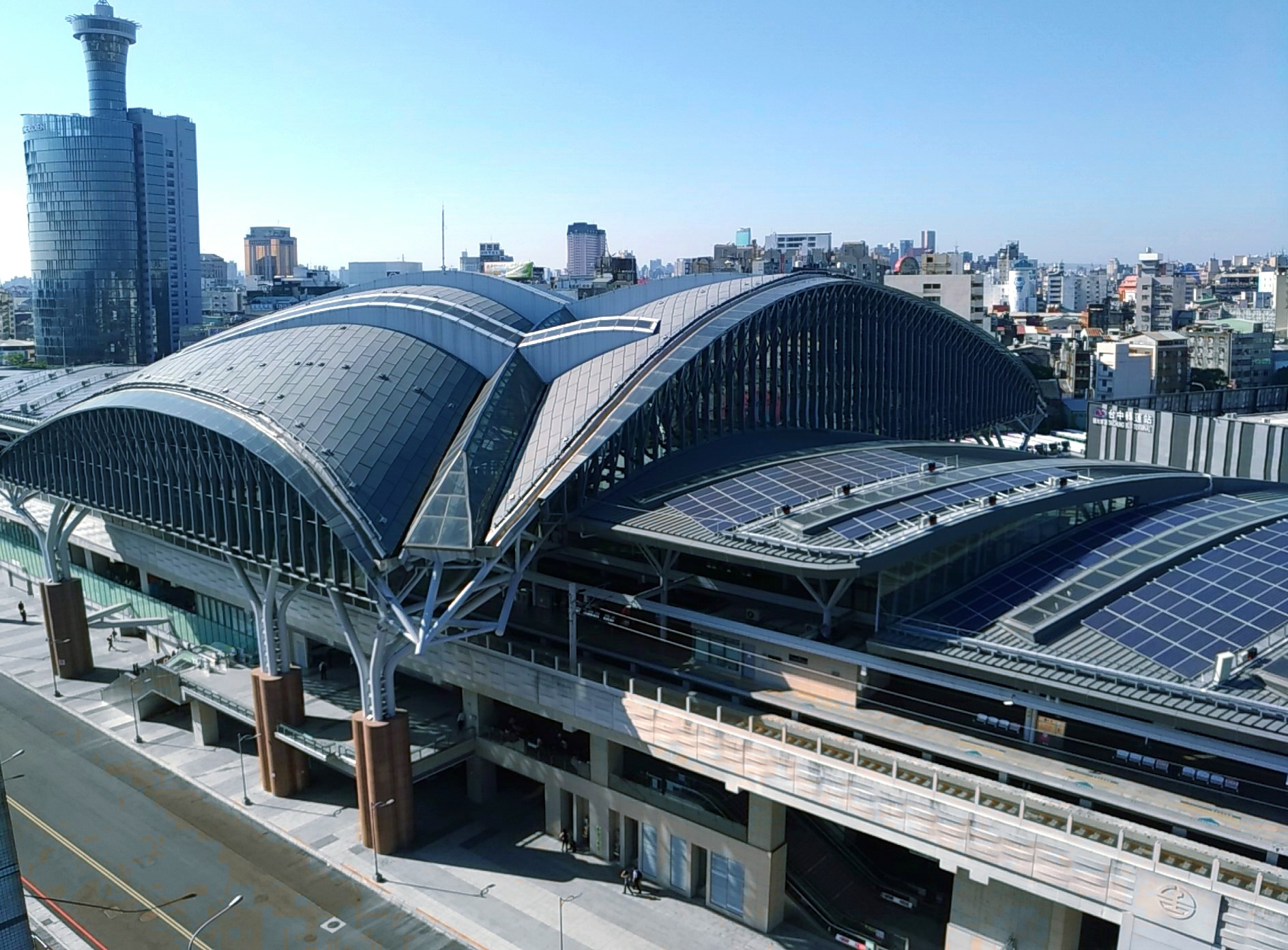
台鉄 台中駅

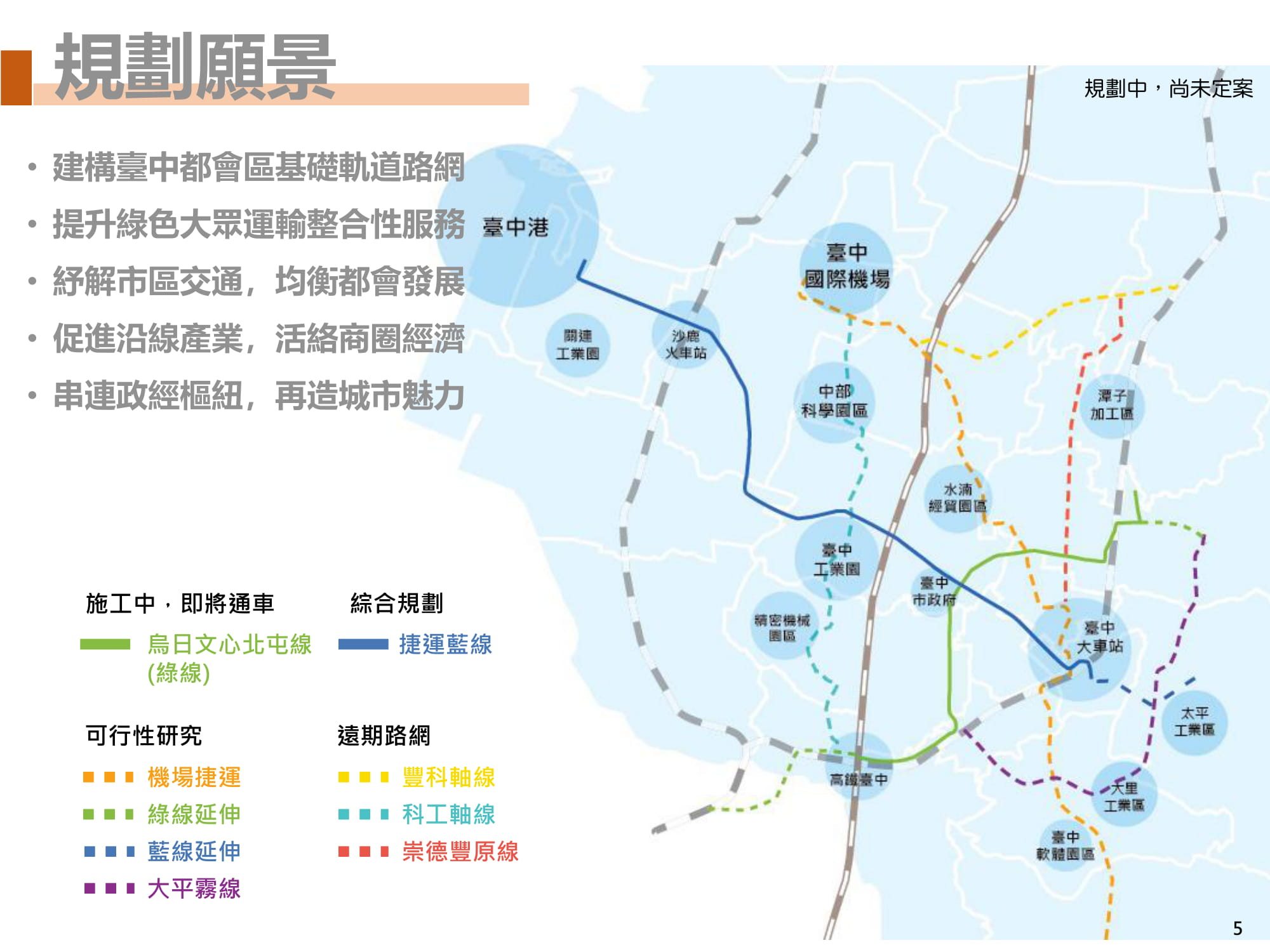
台中捷運計画路線図

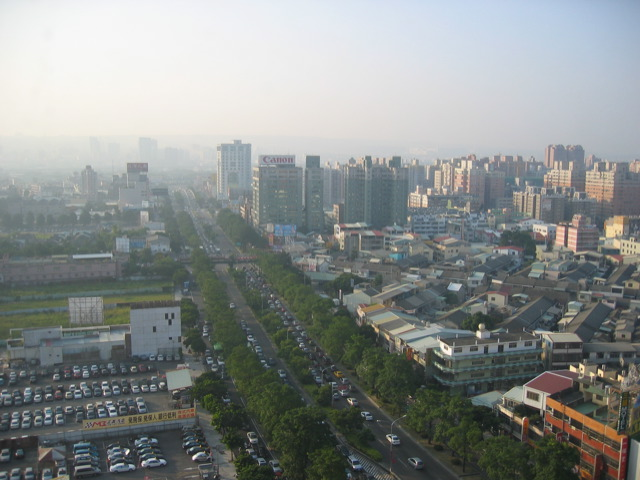
台湾大道3段（台12線）

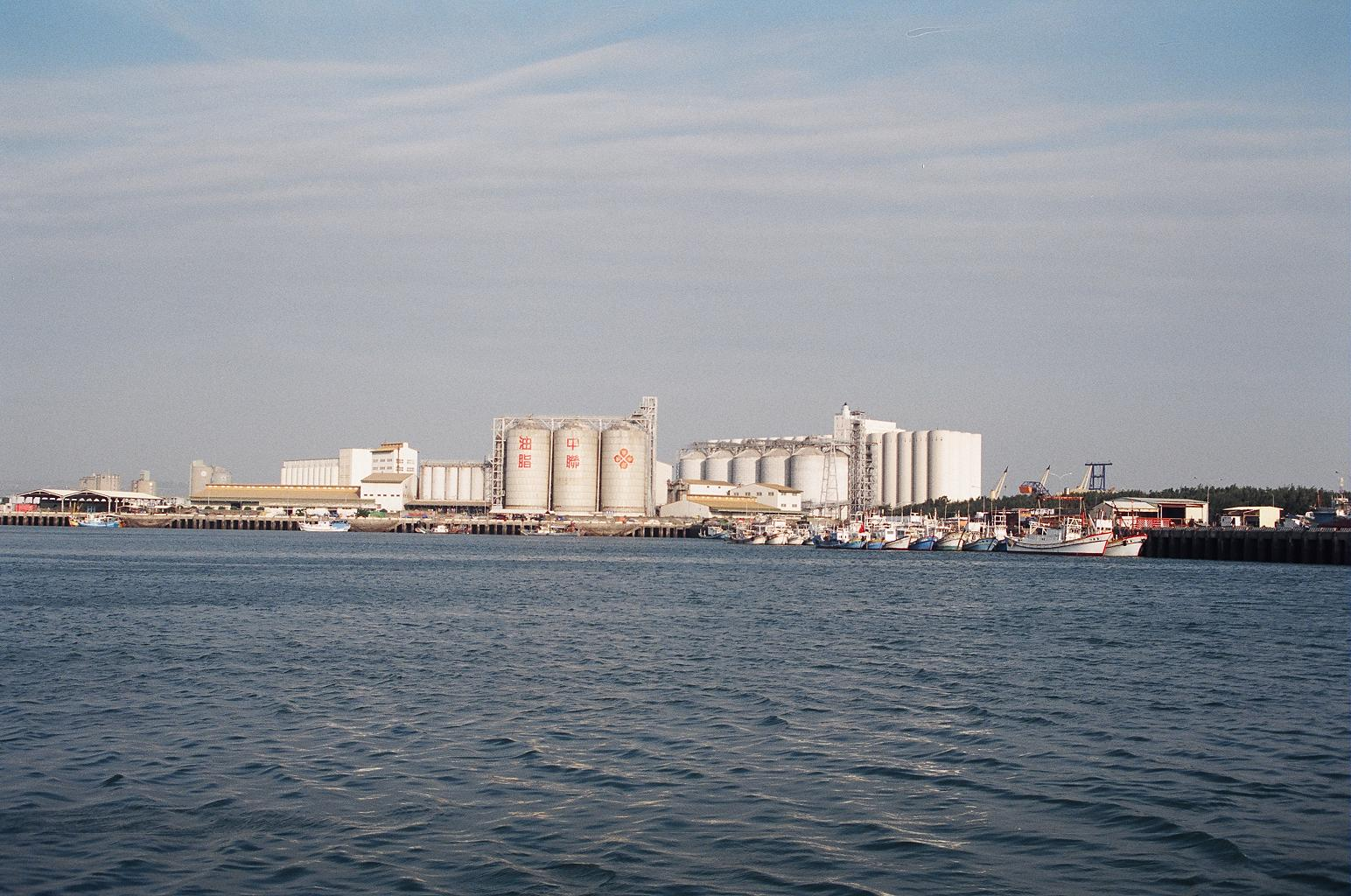
台中港

### 空路

#### 空港
- 台中国際空港

### 鉄道
西部幹線を構成する山線を中心に、台鉄台中線、海岸線、成追線により台湾西部の主要都市と連絡されている。旧台中駅は日本統治時代1917年に建設されたヨーロッパ様式で、国定古跡に指定されている。

#### 高速鉄道
台湾高速鉄道により高鉄台中駅が設置されている。
台湾高速鉄道（台湾高鐵）
- 台中駅

#### 在来線
台湾鉄路公司（台鉄）
- 台中線（山線）：泰安 - 后里 - 豊原 - 栗林 - 潭子 - 頭家厝 - 松竹 - 太原 - 精武 - 台中 - 五権 - 大慶 - 烏日 - 新烏日 - 成功
- 海岸線（海線）：日南 - 大甲 - 台中港 - 清水 - 沙鹿 - 龍井 - 大肚 - 追分
- 成追線：追分 - 成功
- 旧山線：泰安旧 - 后里

#### 捷運
台中捷運（台中メトロ、台中MRT）
- ■緑線（烏日文心北屯線）：北屯総駅 - 旧社 - 松竹 - 四維国小 - 文心崇德 - 文心中清 - 文華高中 - 文心桜花 - 市政府 - 水安宮 - 文心森林公園 - 南屯 - 豊楽公園 - 大慶 - 九張犁 - 九徳 - 烏日 - 高鉄台中駅
- 藍線：（計画中）
- 橘線：（計画中）
- 紫線：（計画中）

### バス

#### 路線バス
台中のバスは「台中市公車」と呼ばれ、数社のバス会社による共同運行。路線は全て距離による従量制である（台中市内ならどのバスでも悠遊カードと一卡通を使えば）

### 道路

#### 国道
- 高速公路（国道）
  -  高速道路1号（后里IC、台中JCT（>>）、豊原IC、大雅IC、台中IC、南屯IC、王田IC）
  -  フォルモサ高速公路（大甲IC、中港JCT（>>）、沙鹿IC、龍井IC、烏日IC、中投IC、霧峰IC（>>、）、霧峰JCT（>>））
  -  国道4号（清水端IC、中港JCT（>>）、神岡IC、台中JCT（>>）、后豊IC、豊原IC）
  -  国道6号（霧峰JCT（>>）、旧正IC）

#### 省道
快速道路
- 省道（快速道路）
  -  台61線：西部浜海快速公路
  -  台74線：中彰快速公路 台中環線

一般省道
- 省道（南北方向）
  -  台1線，台1乙
  -  台3線
  -  台7甲：中部横貫公路 宜蘭支線
  -  台13線：尖豊公路
  -  台17線：西浜公路
  -  台21線：　
  -  台63線：中投公路
- 省道（東西方向）
  -  台8線：中部横貫公路，台8甲
  -  台10線，台10乙
  -  台12線：台湾大道

#### 市道と県道
- 市道
  -  市道121号
  -  市道125号
  -  市道127号[8][リンク切れ]
  -  市道129号
  -  市道132号、 市道132甲線
  -  市道136号[9][出典無効]
- 県道
  -  県道140号

### 航路

#### 港湾
- 台中港

## 観光地

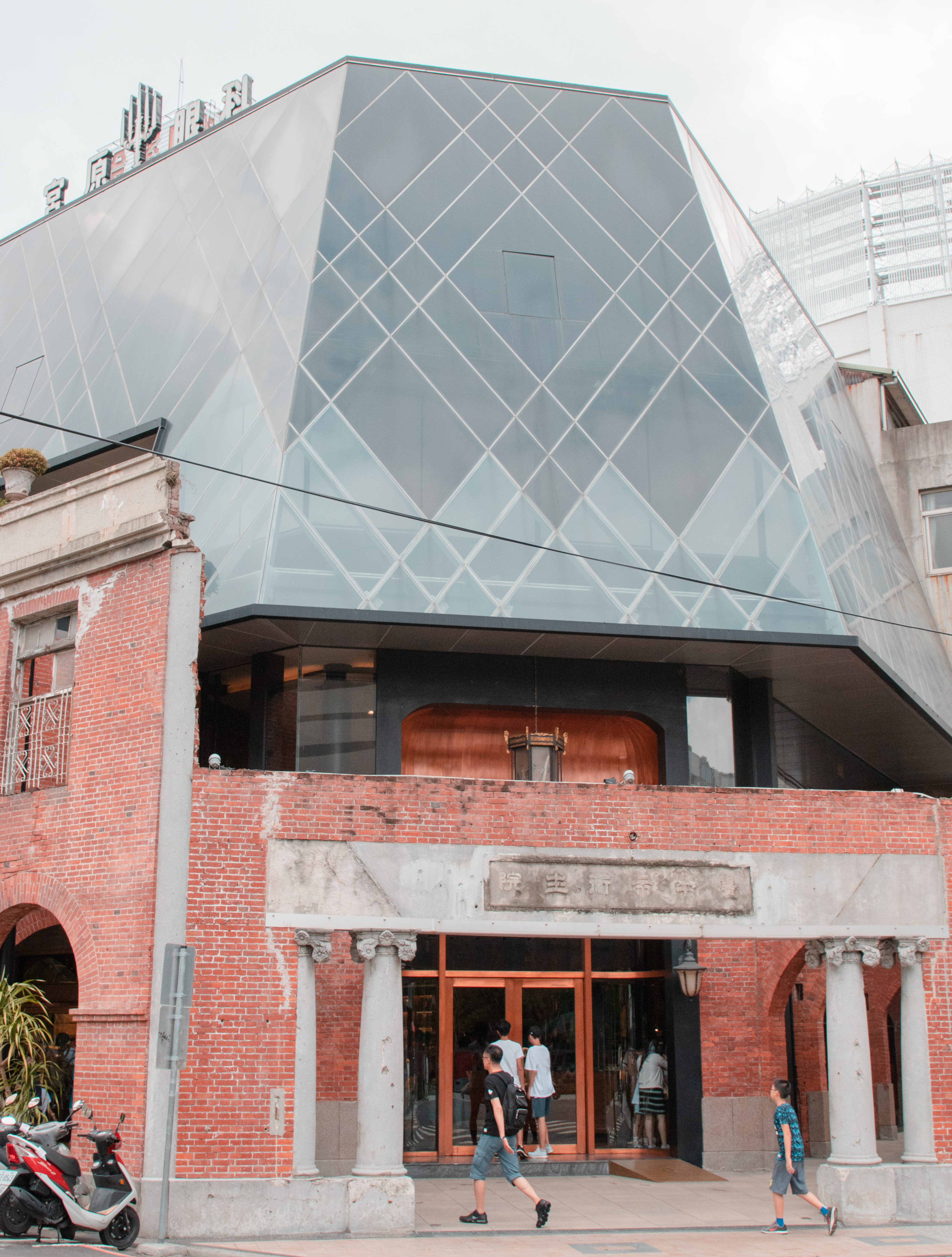
宮原眼科

### 名所・旧跡
- 宝覚寺
- 台中市孔廟（中国語版）
- 台中州庁

### 観光スポット

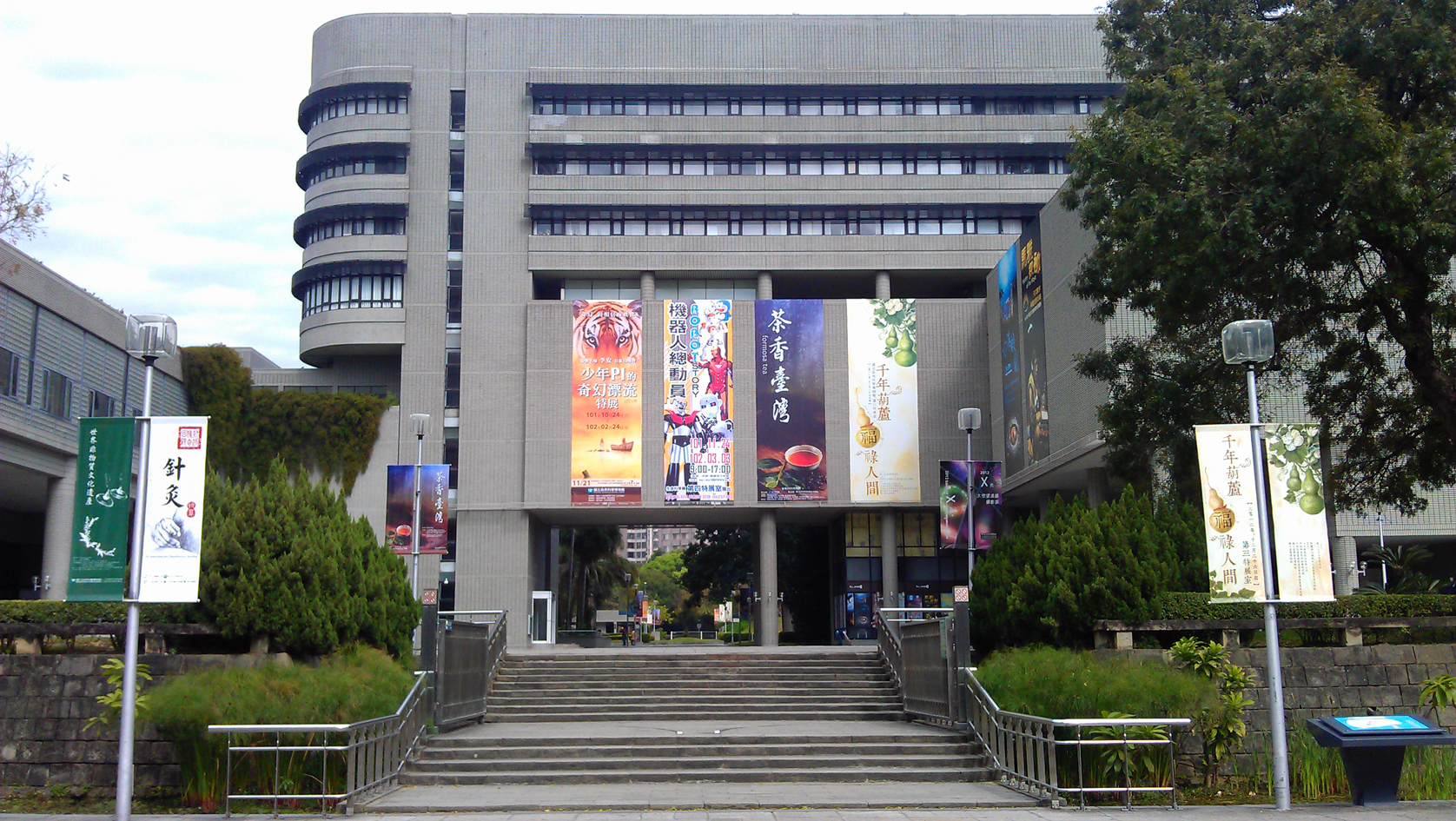
国立自然科学博物館
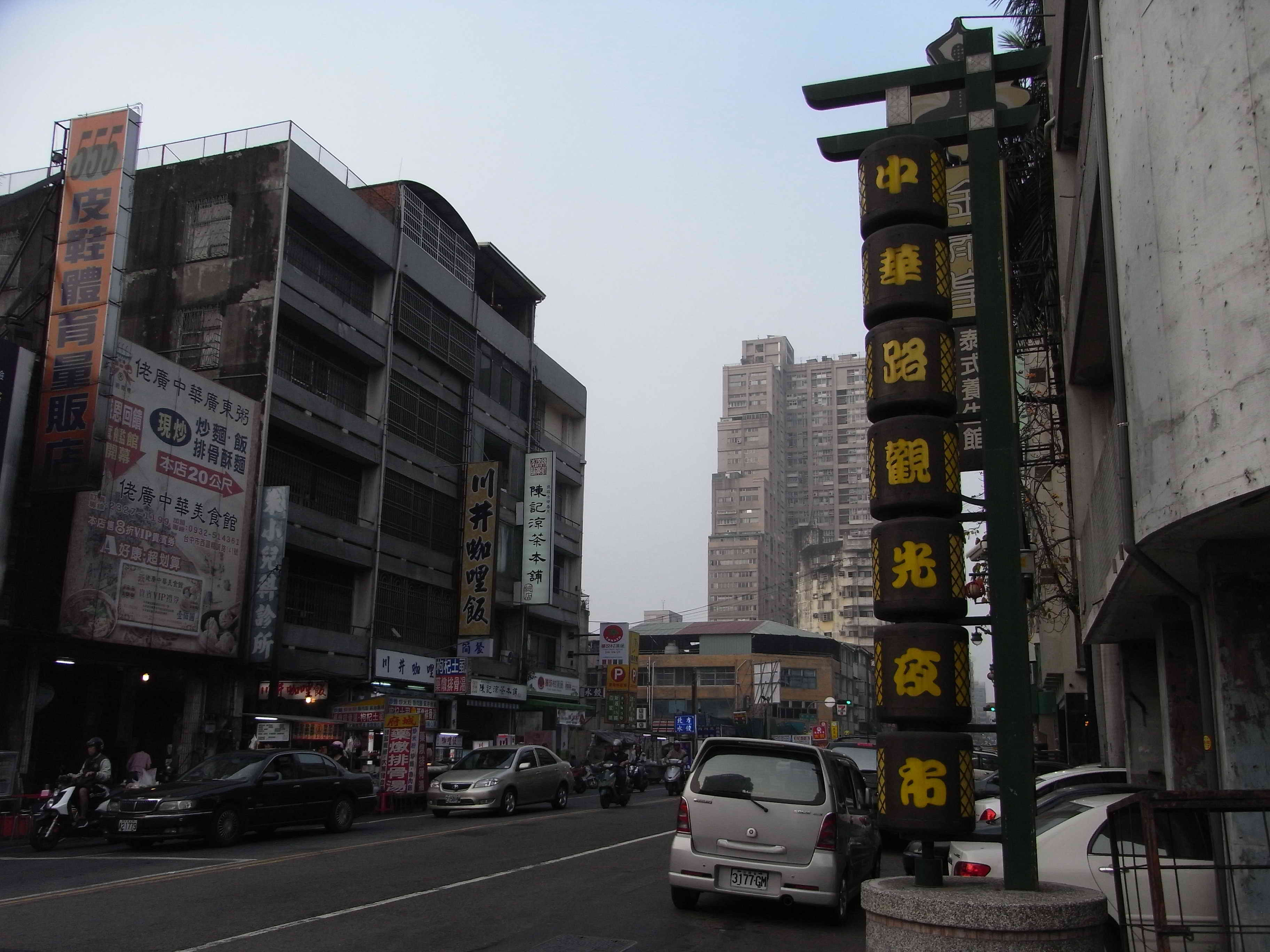
中華路夜市
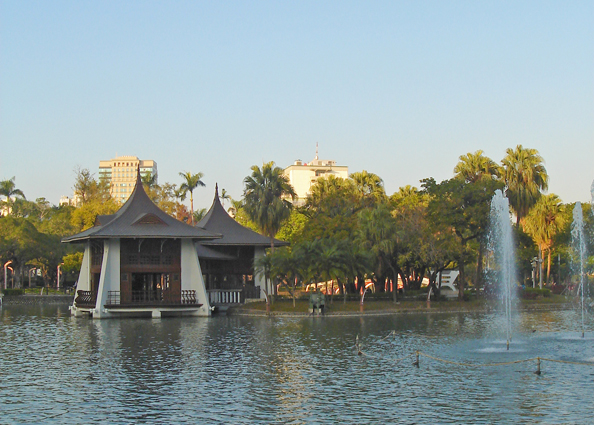
台中公園
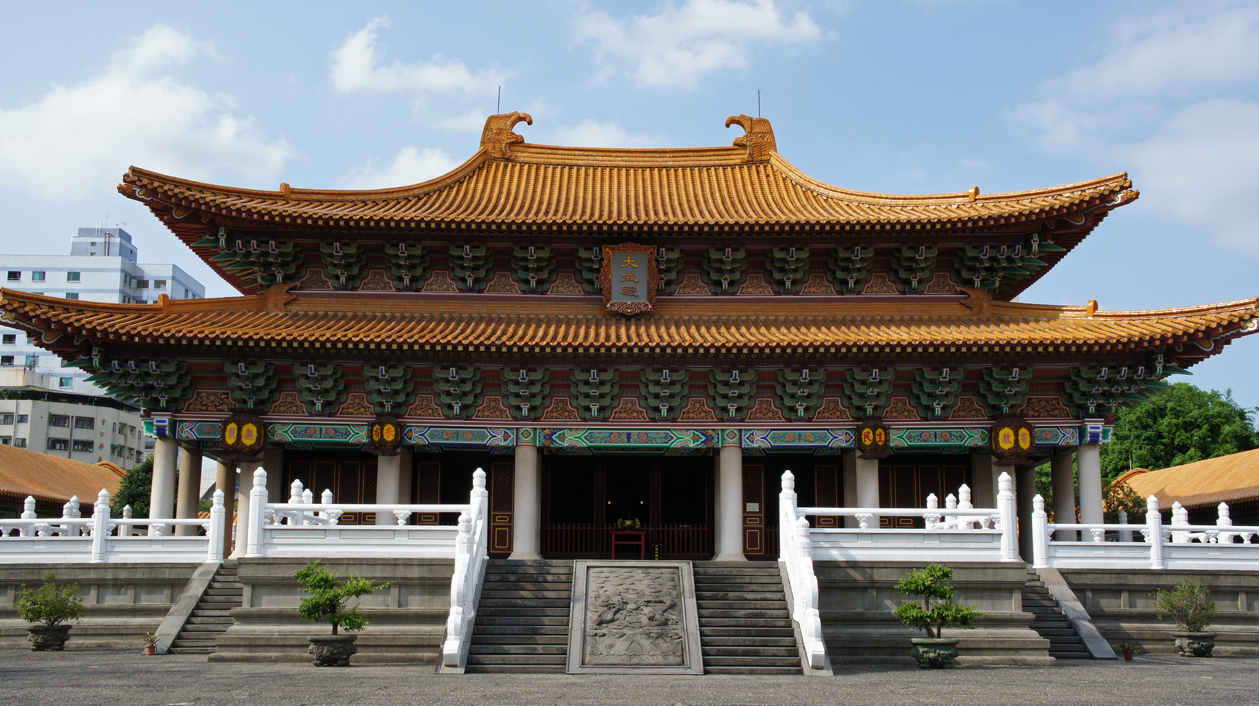
台中孔廟
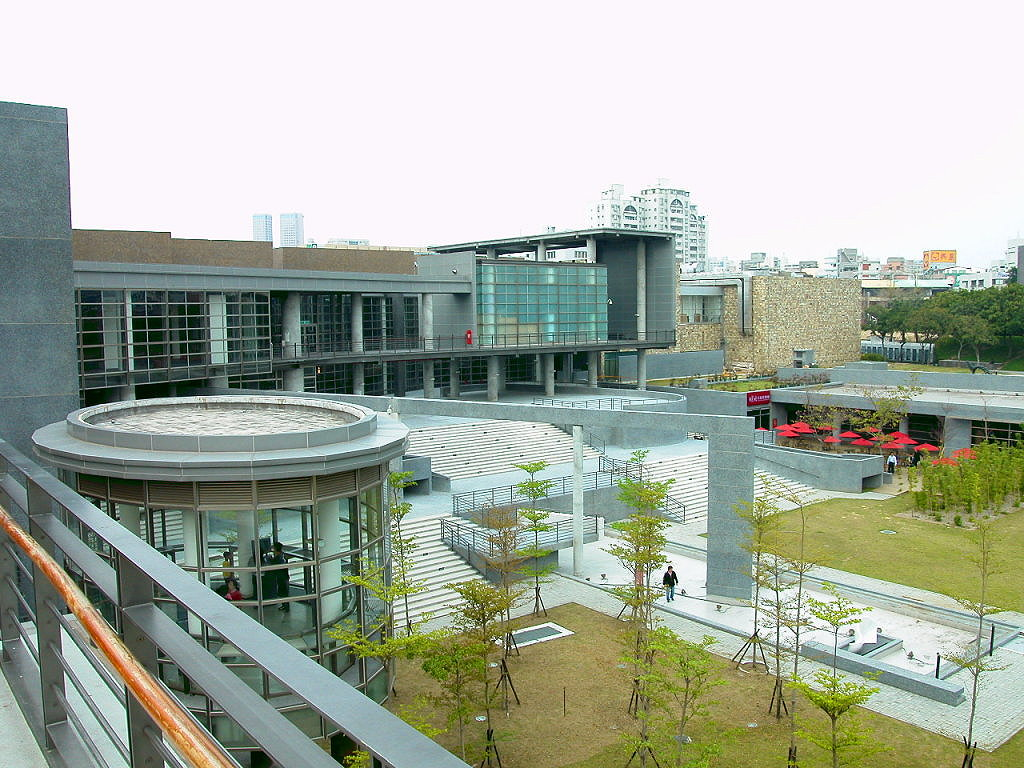
国立台湾美術館
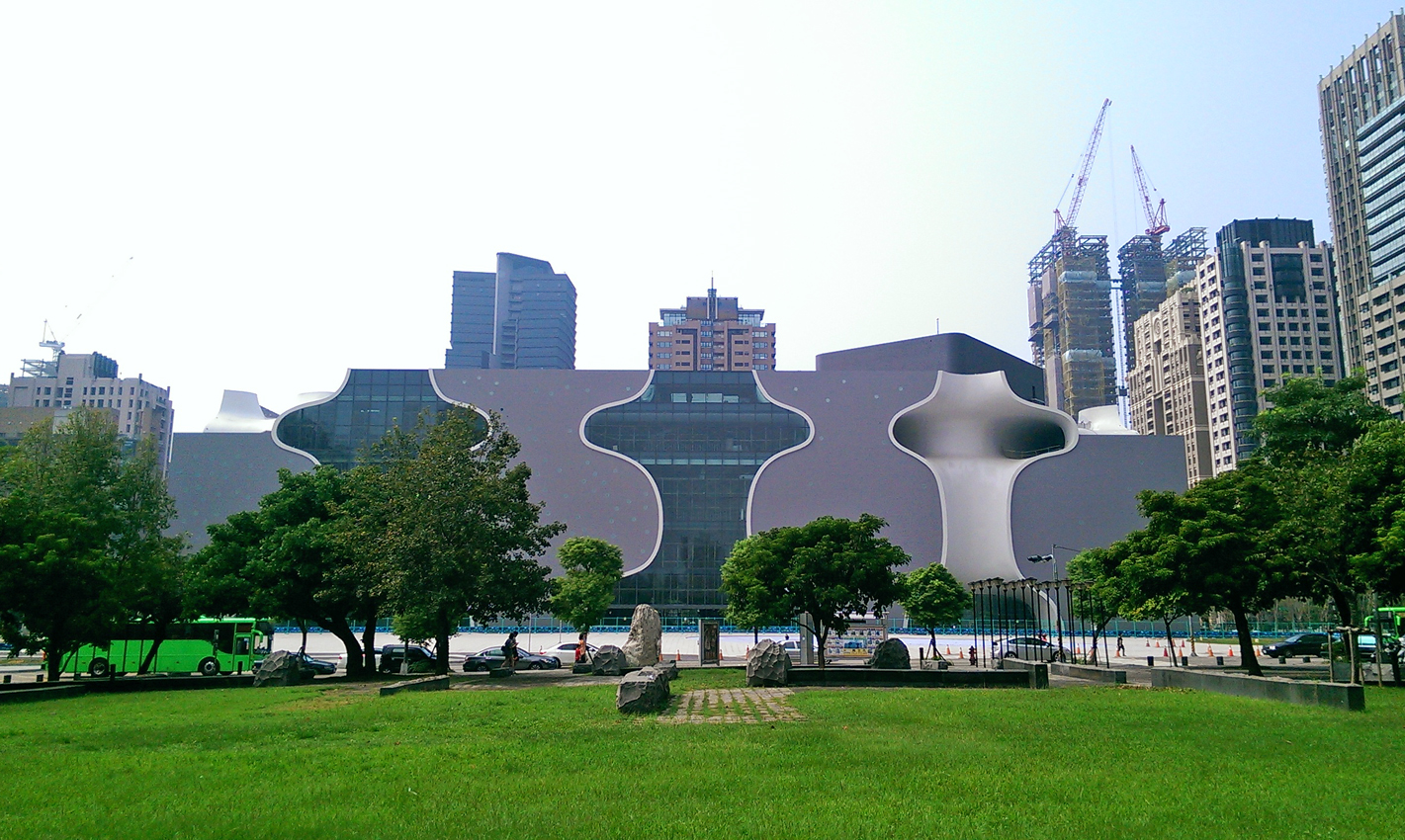
台中国家歌劇院
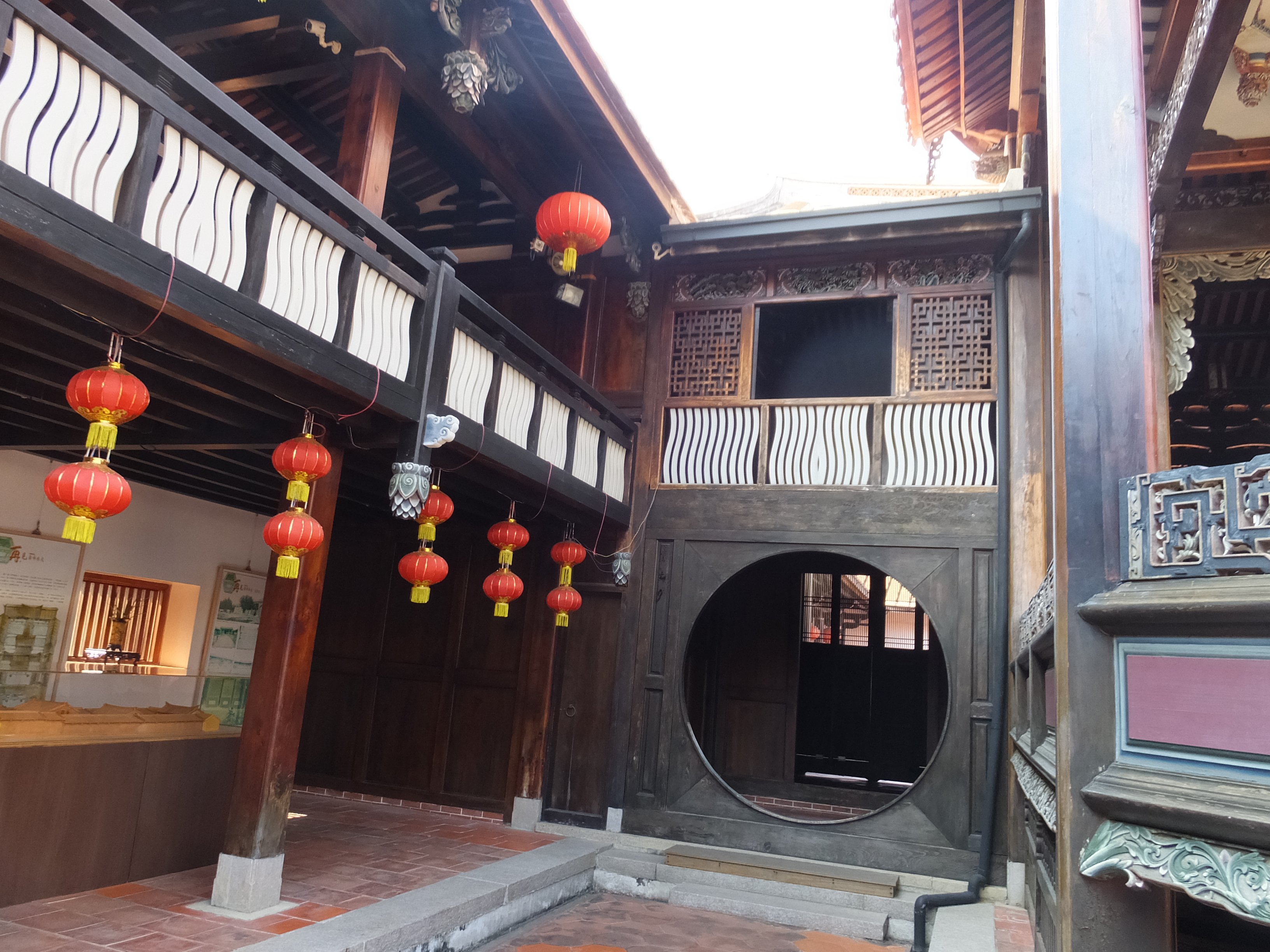
霧峰林宅（宮保第大花庁）
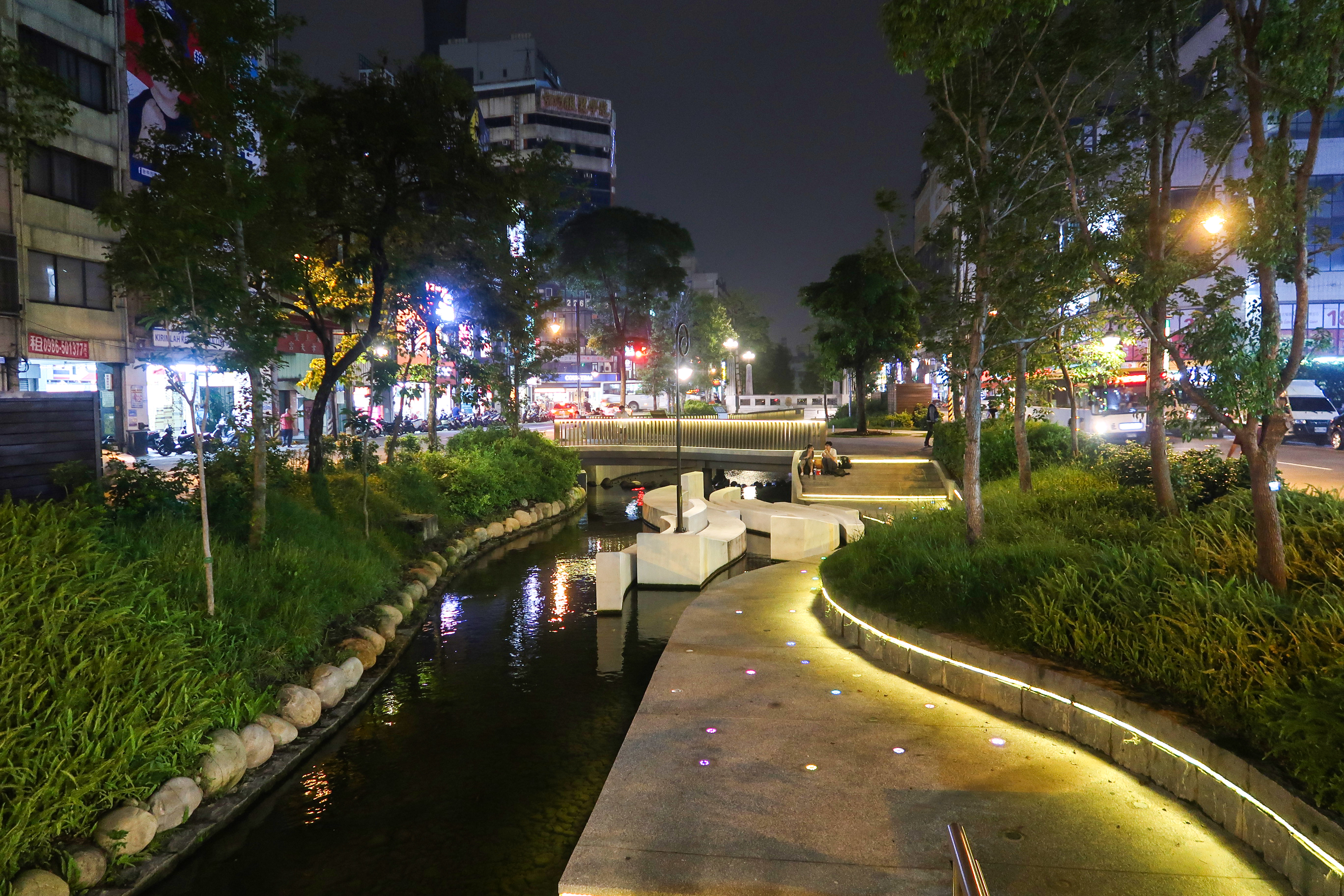
緑川
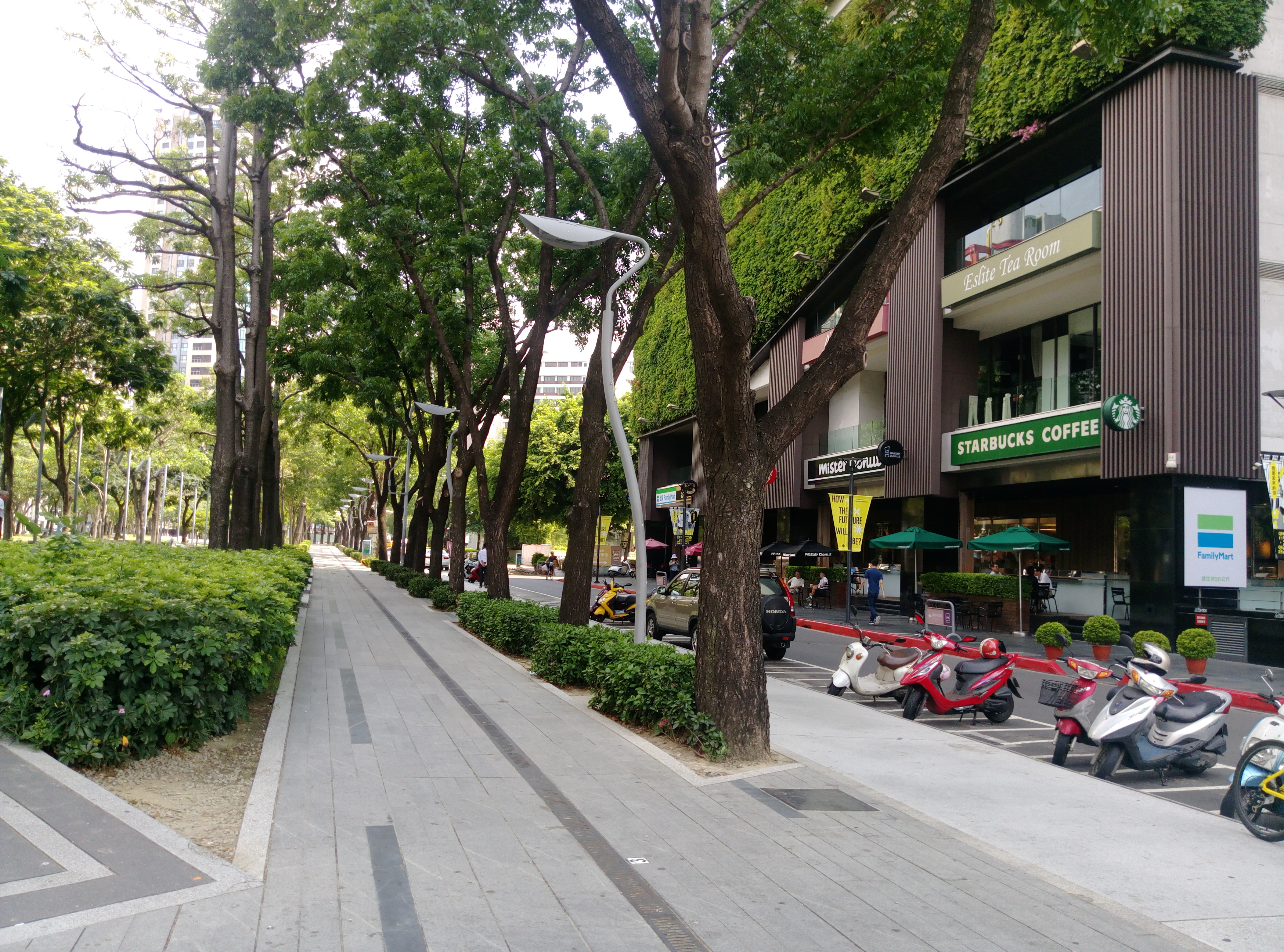
草悟道

繁華街
- 一中商圈 (近国立台中一中・国立台中科技大学・中友百貨店（中国語版）)
- 逢甲商圈
- 草悟道 (近勤美誠品緑園道)

夜市
- 中華路夜市（中国語版）
- 逢甲夜市 商圈
- 一中街夜市 (一中商圈)
- 精明一街（中国語版）(近広三SOGO百貨店（中国語版）)
- 台中公園
- 台中国家歌劇院
- 国立台湾美術館
- 東海大学
- 霧峰林家宅園
- 921地震教育園区
- 高美湿地
- 麗宝楽園渡仮区（中国語版）（旧・月眉育楽世界）
- 彩虹眷村
- 緑川 - 台灣四大河川の1つ

- 国立自然科学博物館
- 中華路夜市
- 台中公園
- 台中孔廟
- 国立台湾美術館
- 台中国家歌劇院
- 霧峰林宅（宮保第大花庁）
- 緑川
- 草悟道

## 文化・名物

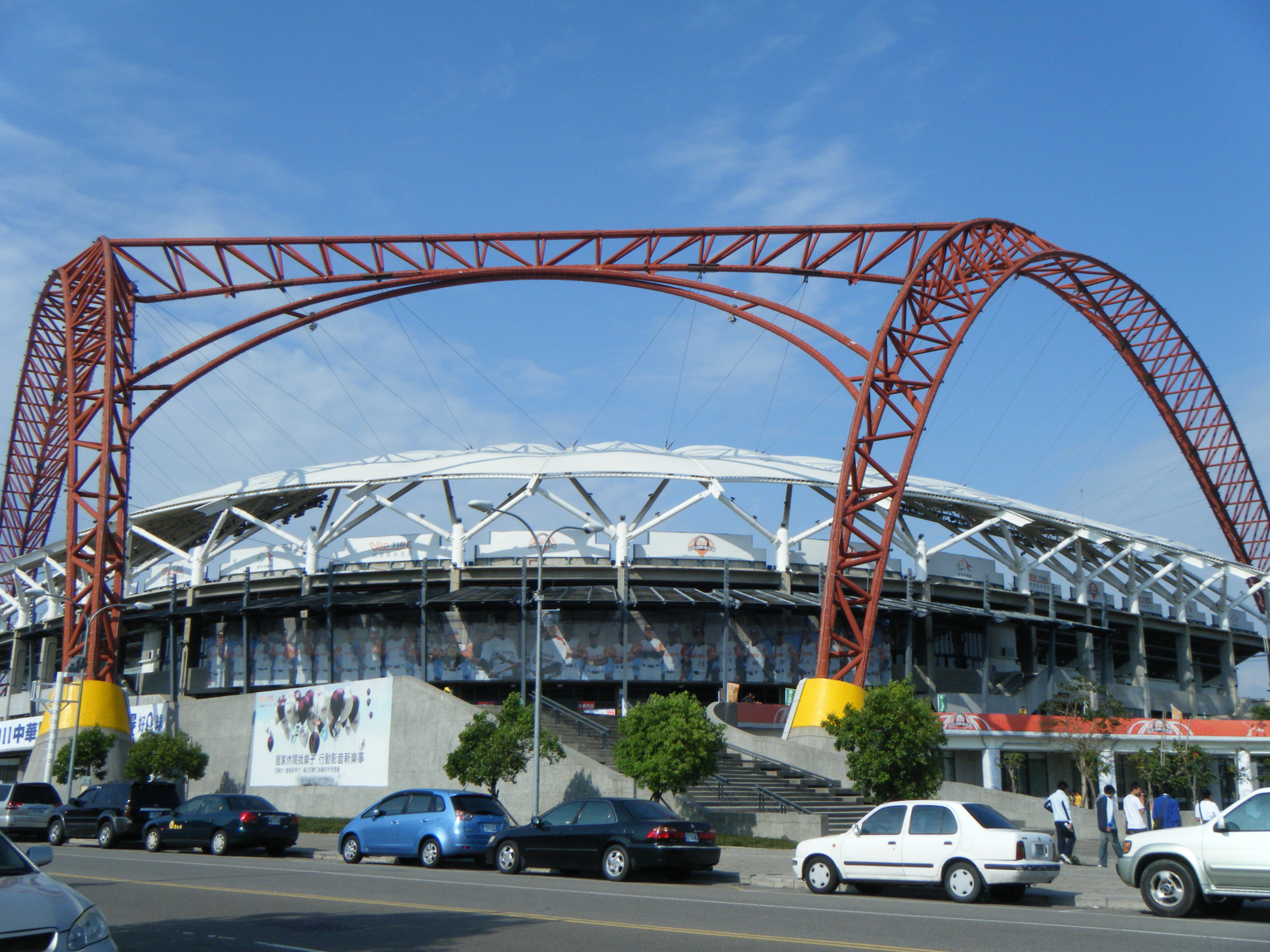
台中インターコンチネンタル野球場

### 名産・特産
台中市の名物
- 太陽餅（タイヤンビン）（台中起源）
- 蜜麻花
- 鳳梨酥（パイナップルケーキ）（台中起源）
- タピオカティー（珍珠奶茶）（台中起源）
- 泡沫紅茶（中国語版）
- 牛肉麵

### 音楽
楽団
- 国立台湾交響楽団

### スポーツ
台中市のプロスポーツのチーム
| 球団                       | 分類             | 所属リーグ | 本拠地                           |
| -------------------------- | ---------------- | ---------- | -------------------------------- |
| 中信ブラザーズ             | 野球             | CPBL       | 台中インターコンチネンタル野球場 |
| 台中Futuro                 | サッカー         | TFPL       | 台中太原サッカー場               |
| 台中ブルーホエール         | サッカー         | TMFL       | 台中太原サッカー場               |
| フォルモサ台新ドリーマーズ | バスケットボール | PLG        | NTUS体育館                       |

## 出身･関連著名人
- 廖徳政（画家）
- 廖継春（画家）
- 廖本生（画家）
- 廖輝英（作家、元国大代表）
- 廖玉蕙（作家、大学教授）
- 陳庚金（元行政院人事行政局長、台中県県長）
- 廖了以（元台中県県長、内政部部長、中華民国総統府秘書長、中国国民党秘書長）
- 江啓臣（中国国民党主席、元行政院新聞局長）
- 廖学澍（元台中市市議員、民政局長）
- 蔡錦隆（台中市議会議員、中華民国立法委員）
- 頼幸媛（元行政院大陸委員会主任委員、曾任国家安全会議諮詢委員、立法委員)
- 陳文茜（元立法委員、現在はニュースキャスター）
- 何基明（台湾語映画「薛平貴与王宝釧」監督）
- 陳郁秀（ピアニスト、音楽学者、元文建会主委）
- 陳玉慧（作家）
- 洪徳麟（漫画家、漫画史研究家）
- 朱宗慶（現国立台湾芸術大学学長、朱宗慶打撃楽団芸術総監督）
- 呂泉生（音楽家）
- 劉克襄（作家、自然観察解説員）
- 張誌家（野球台湾代表）
- 林威助（野球台湾代表）
- 大豊泰昭（元野球台湾代表）
- 呉思賢（野球台湾代表）
- 古林睿煬（野球台湾代表、北海道日本ハムファイターズ所属）
- 蘇起（元国家安全会議秘書長）
- 楊翠（台湾学者）
- 阮経天（俳優、モデル、金馬奨受賞者）
- 張雨生（俳優、シンガーソングライター、作詞家、作曲家）
- 郭美珒（俳優）
- 黄鐙輝（歌手、俳優）
- 白嘉莉（タレント）
- 郎祖筠（俳優）
- 何景揚（歌手、Sodagreenのギタリスト）
- 胡因夢（俳優、作家）
- 黄品源（歌手、俳優）
- 黄舒駿（シンガーソングライター、作曲家）
- 斉秦（歌手）
- 斉豫（歌手）
- 辛曉琪（歌手）
- 徐佳瑩（シンガーソングライター）
- ビビアン・スー（俳優、歌手）
- 張鈞甯（俳優）
- 鄭元暢（俳優、モデル）
- ベニー・チェン（俳優、小虎隊メンバー）
- 安心亜（俳優）
- 葉璦菱（歌手）
- 韋礼安（シンガーソングライター）
- 白雲（李囯弘、台湾の芸人）
- 利菁（司会者）
- 林嘉俐（俳優）
- 林嘉綺（芸人、モデル）
- 大炳（芸人、俳優）
- 許世楷（元台湾駐日本大使、台中州彰化）
- 真楪伶（タレント、元AKB48メンバー）
- 劉金標（実業家、ジャイアント・マニュファクチャリング創業者、元董事長）
- 羅祥安（実業家、ジャイアント・マニュファクチャリング元CEO）
- 黄永阜（元軍人、彩虹眷村の壁画アート制作者）
- 宮原武熊（日本出身の医学博士。戦前の台中で宮原眼科を経営したほか、台中州議会議員も務めた）
- 楊勇緯（柔道家）